# 이정표
이정표(里程標, 문화어: 리정표, Milestone)는 도로에서 각 방향이 어느 쪽을 가리키고 있는지를 나타내는 표지이다. 이정표는 도로, 철로, 운하 또는 경계와 같은 경로에 배치된 숫자 표시이다. 이는 마을, 도시 및 마일리지 표시와 같은 기타 장소나 랜드마크까지의 거리를 나타낼 수 있다. 또는 일부 기준 위치를 기준으로 경로에서 자신의 위치를 제공할 수도 있다. 도로에서는 일반적으로 측면이나 중앙분리대 또는 중앙 보호구역에 위치한다. 마일 마커(MM), 마일 포스트(MP)라고도 한다. "킬로미터 지점"은 거리가 일반적으로 마일 대신 킬로미터로 측정되는 미터법 영역에서 사용되는 용어이다. "거리 마커"는 단위에 구애받지 않는 일반적인 용어이다.
도로를 따라 선형 참조 지점을 제공하기 위해 이정표가 설치된다. 이는 여행자에게 올바른 경로를 따르고 있음을 확신시키고 여행 거리 또는 목적지까지 남은 거리를 나타내는 데 사용할 수 있다. 이러한 참조는 유지 관리 엔지니어 및 응급 서비스에서 해당 참조가 필요한 특정 지점으로 안내하는 데에도 사용된다. 이 용어는 때로는 물리적인 표지판이 없더라도 도로 위의 위치를 나타내는 데 사용된다. 이는 사고 보고 및 기타 기록 보관에 유용하다.

## 사진

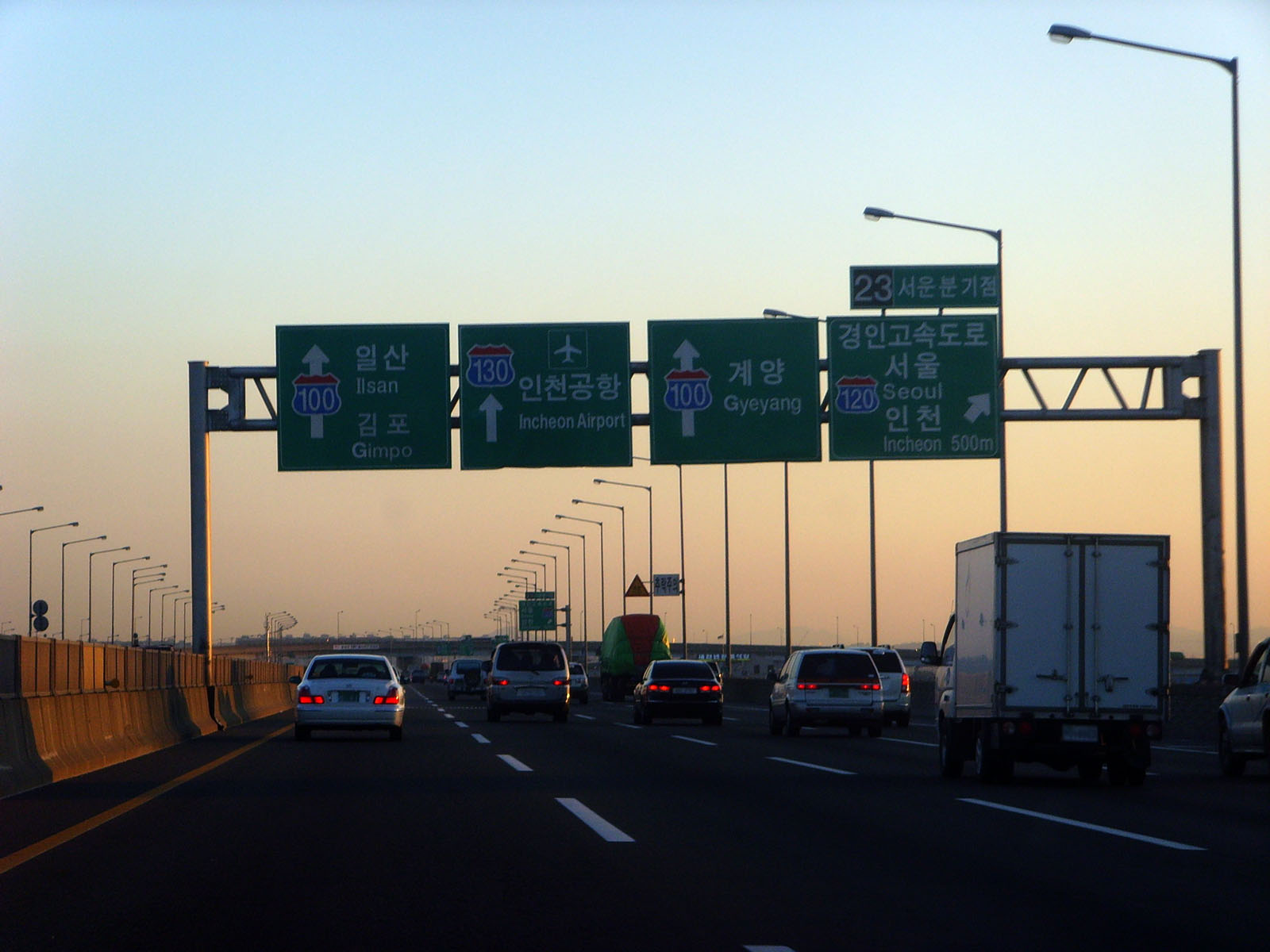
서울외곽순환고속도로 서운 분기점 이정표
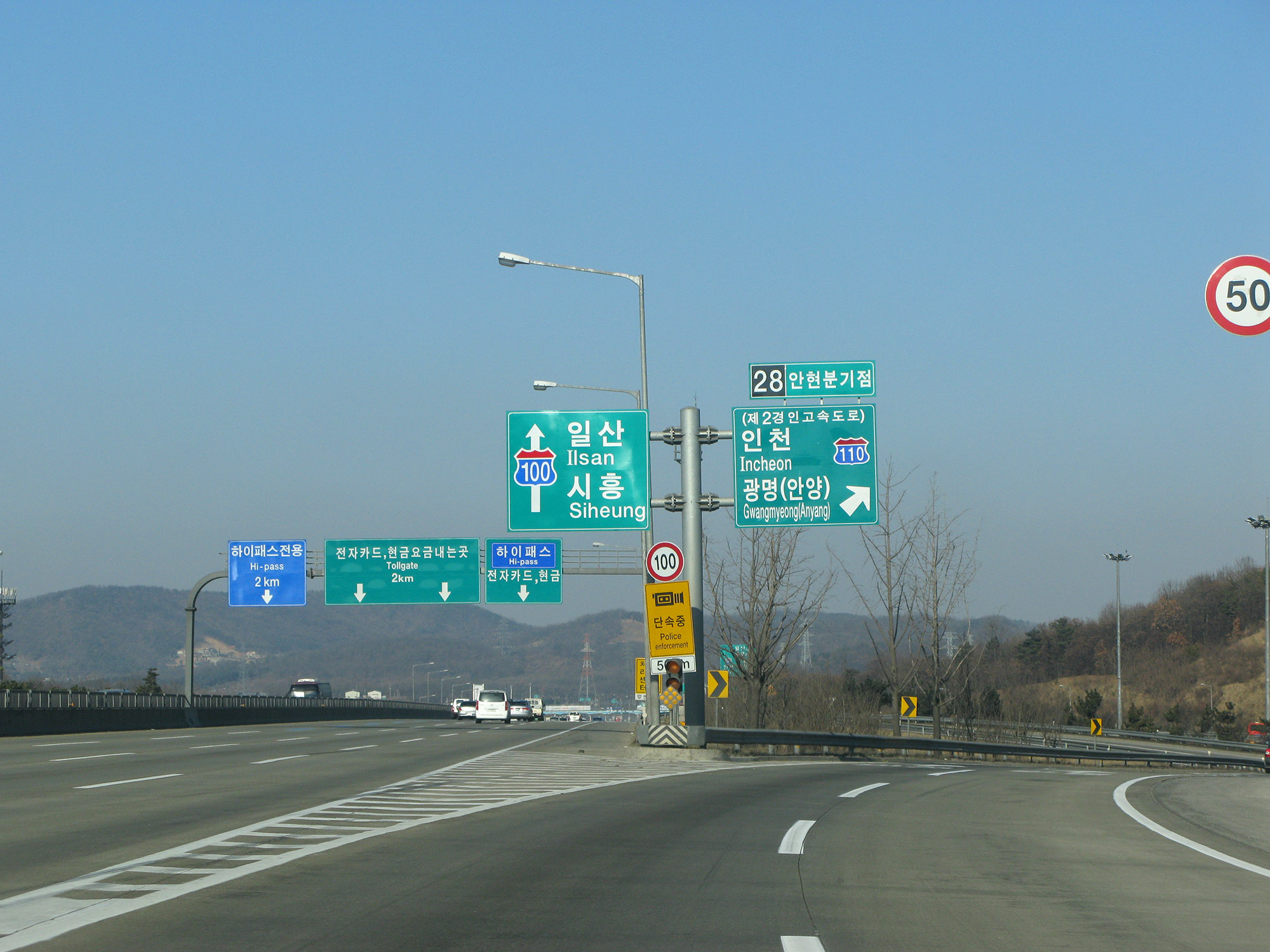
서울외곽순환고속도로 안현 분기점 이정표
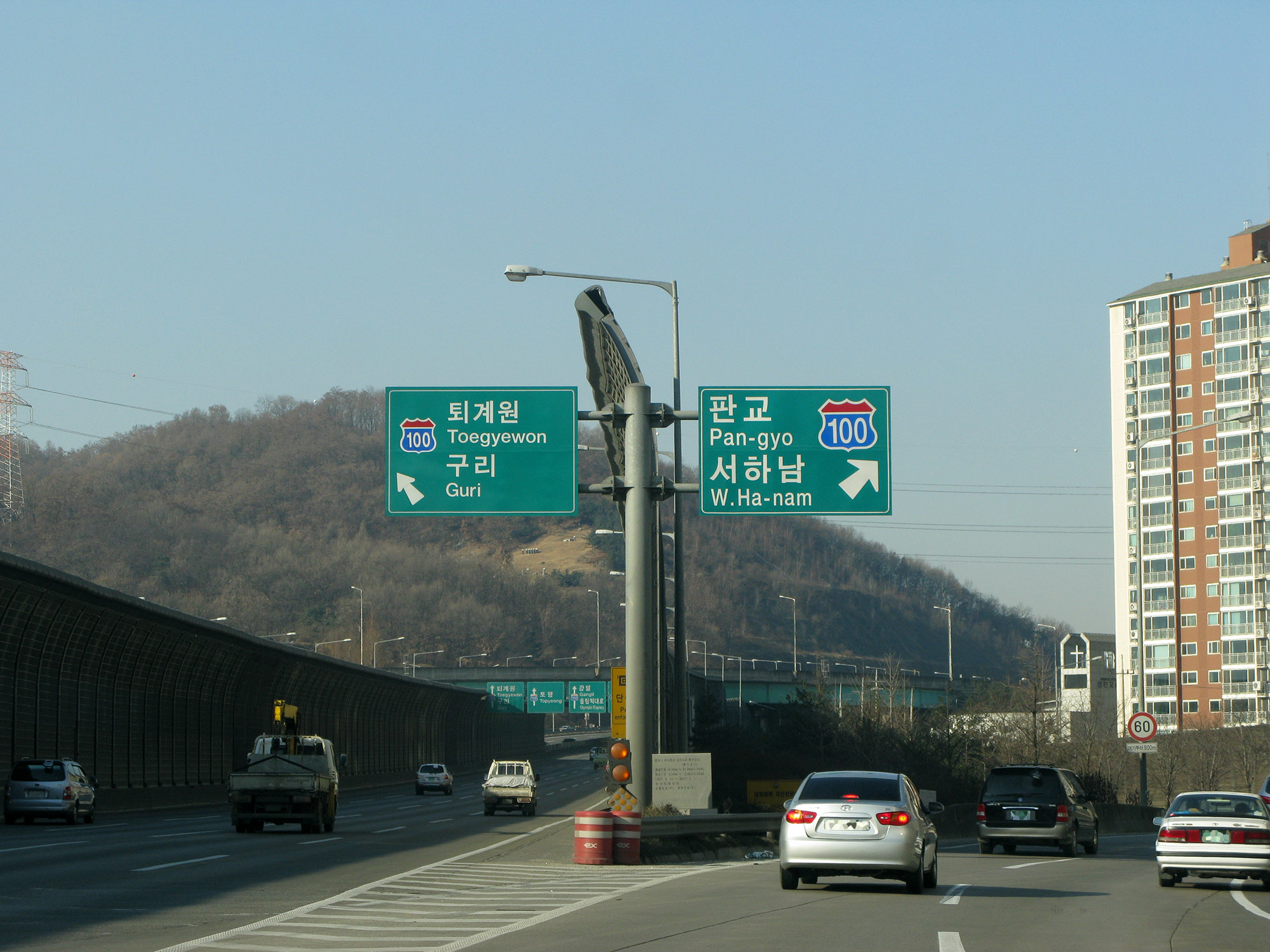
서울외곽순환고속도로 하남 분기점 이정표
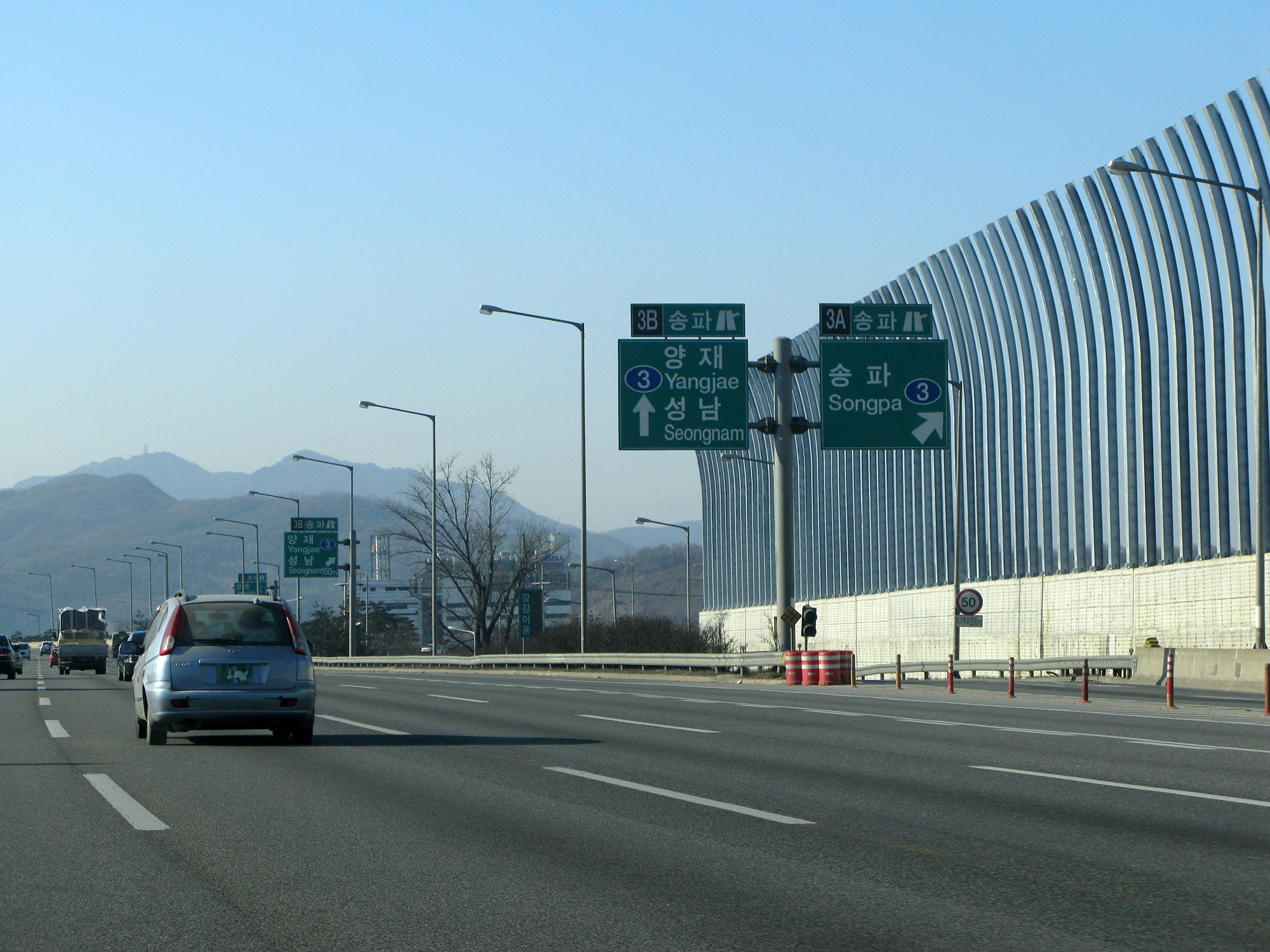
서울외곽순환고속도로 송파 나들목 이정표
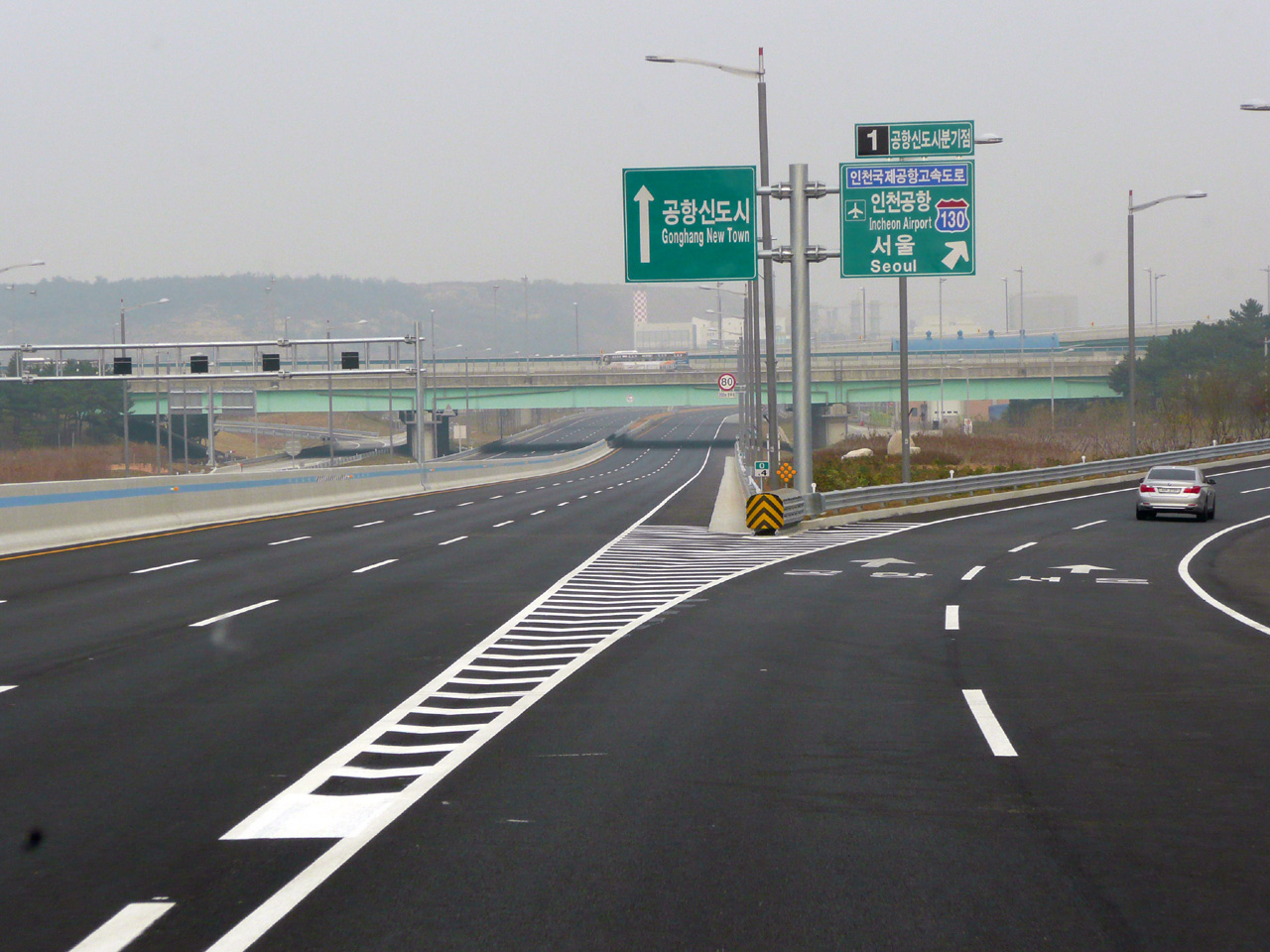
인천국제공항고속도로 공항신도시 분기점 이정표
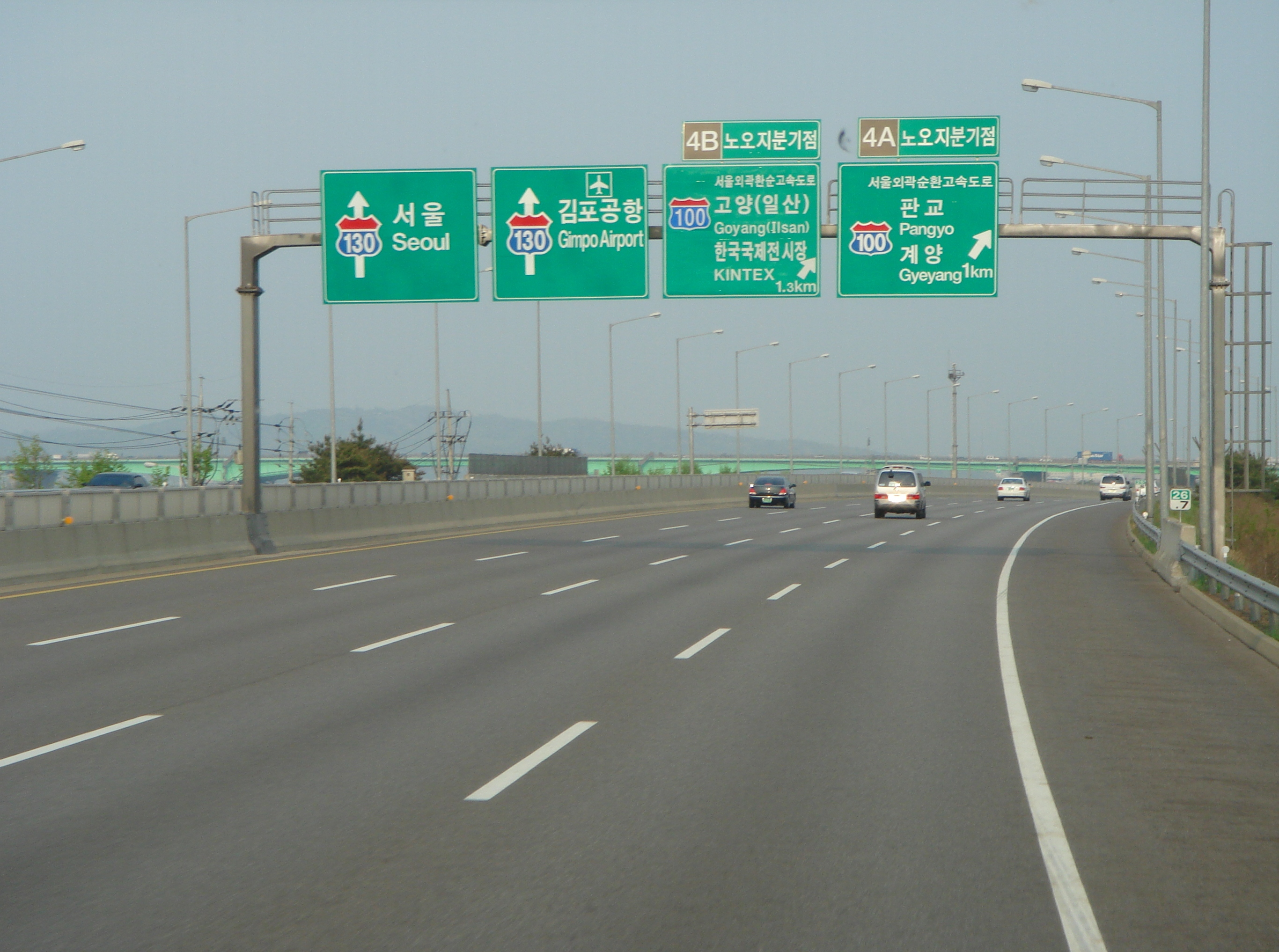
인천국제공항고속도로 노오지 분기점 이정표
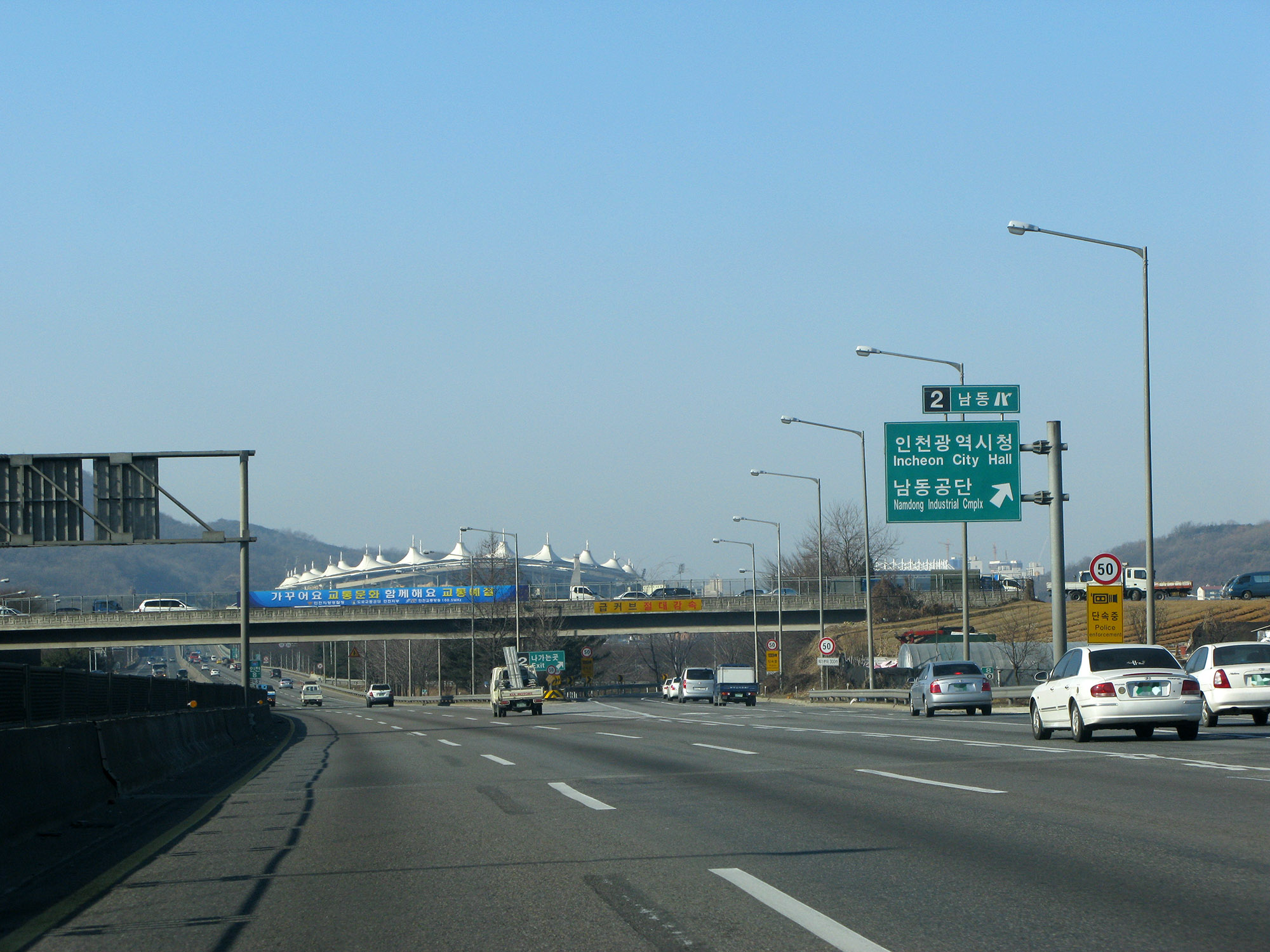
제2경인고속도로 남동 나들목 이정표
평택시흥고속도로 남안산 나들목 이정표
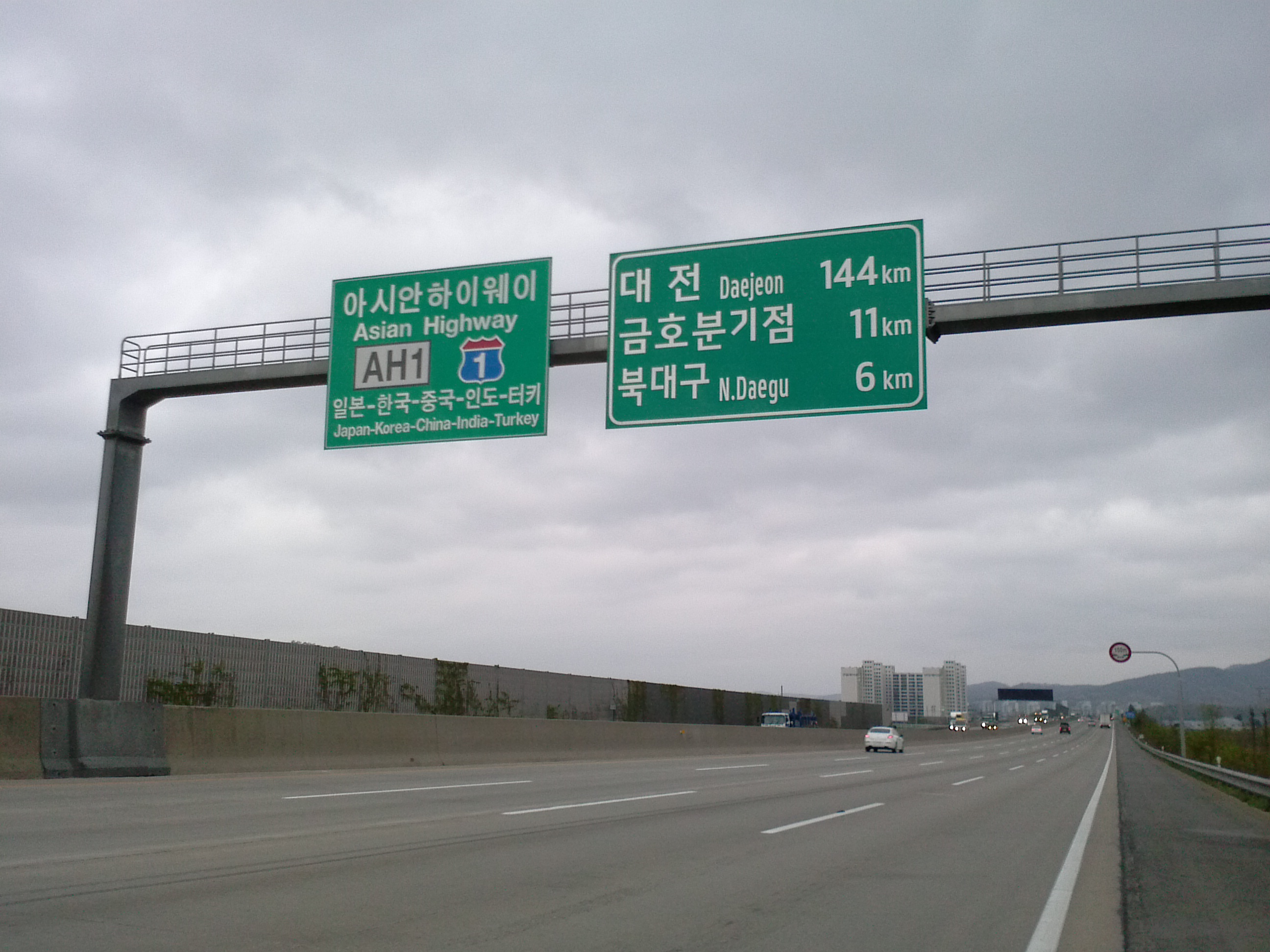
경부고속도로에 설치된 아시안 하이웨이 이정표
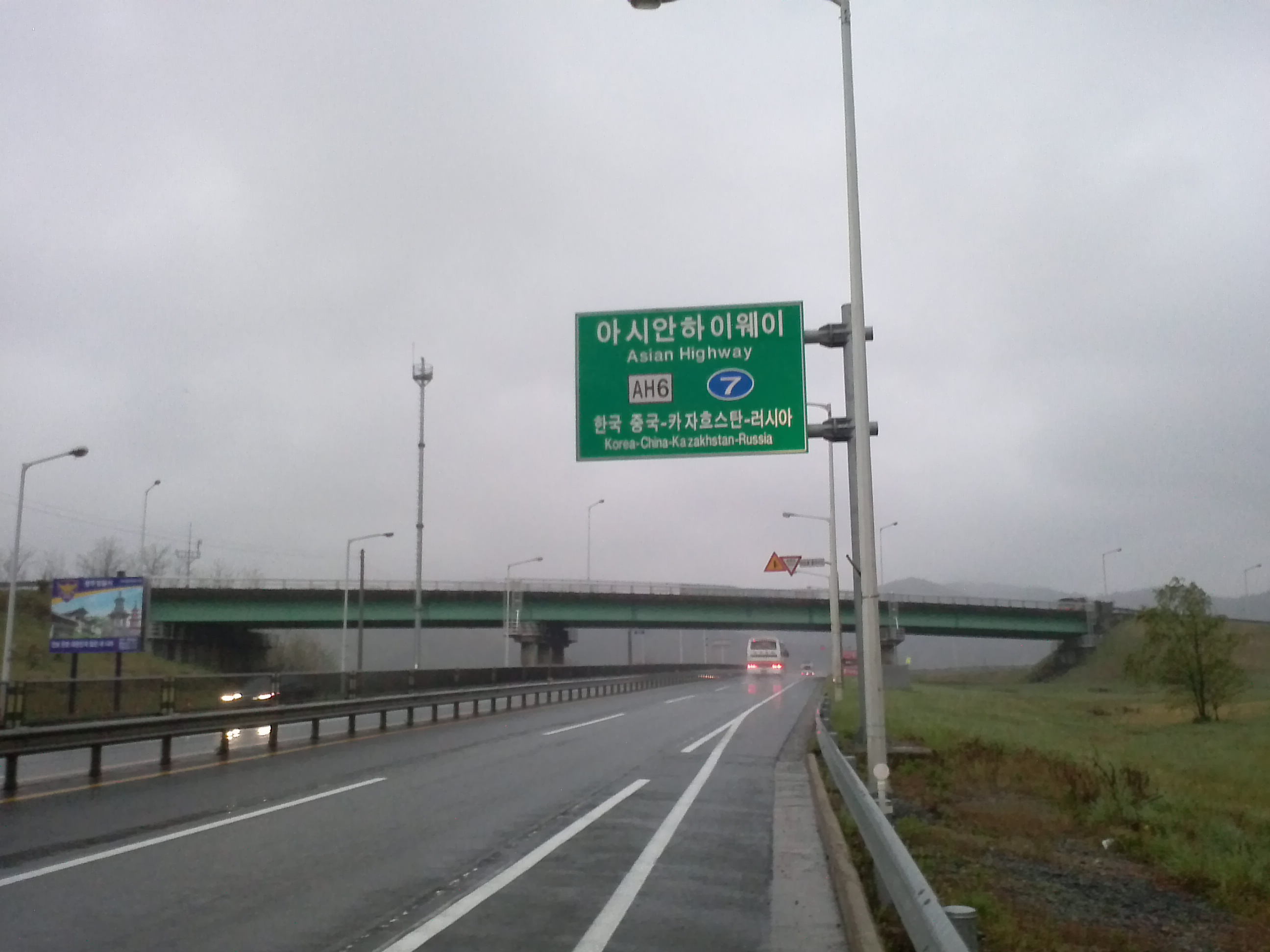
국도 제7호선에 설치된 아시안 하이웨이 이정표
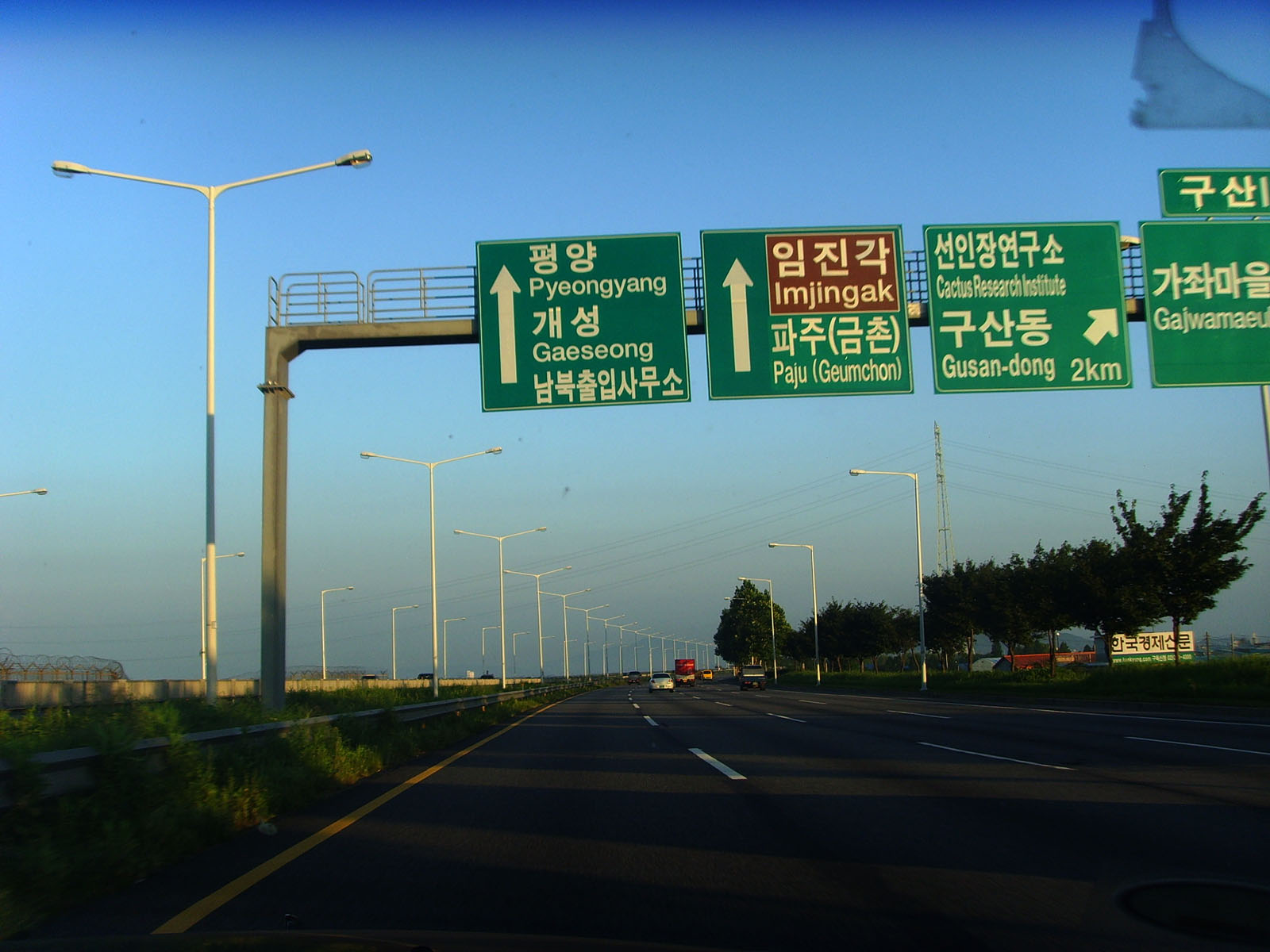
자유로 구산 나들목 이정표
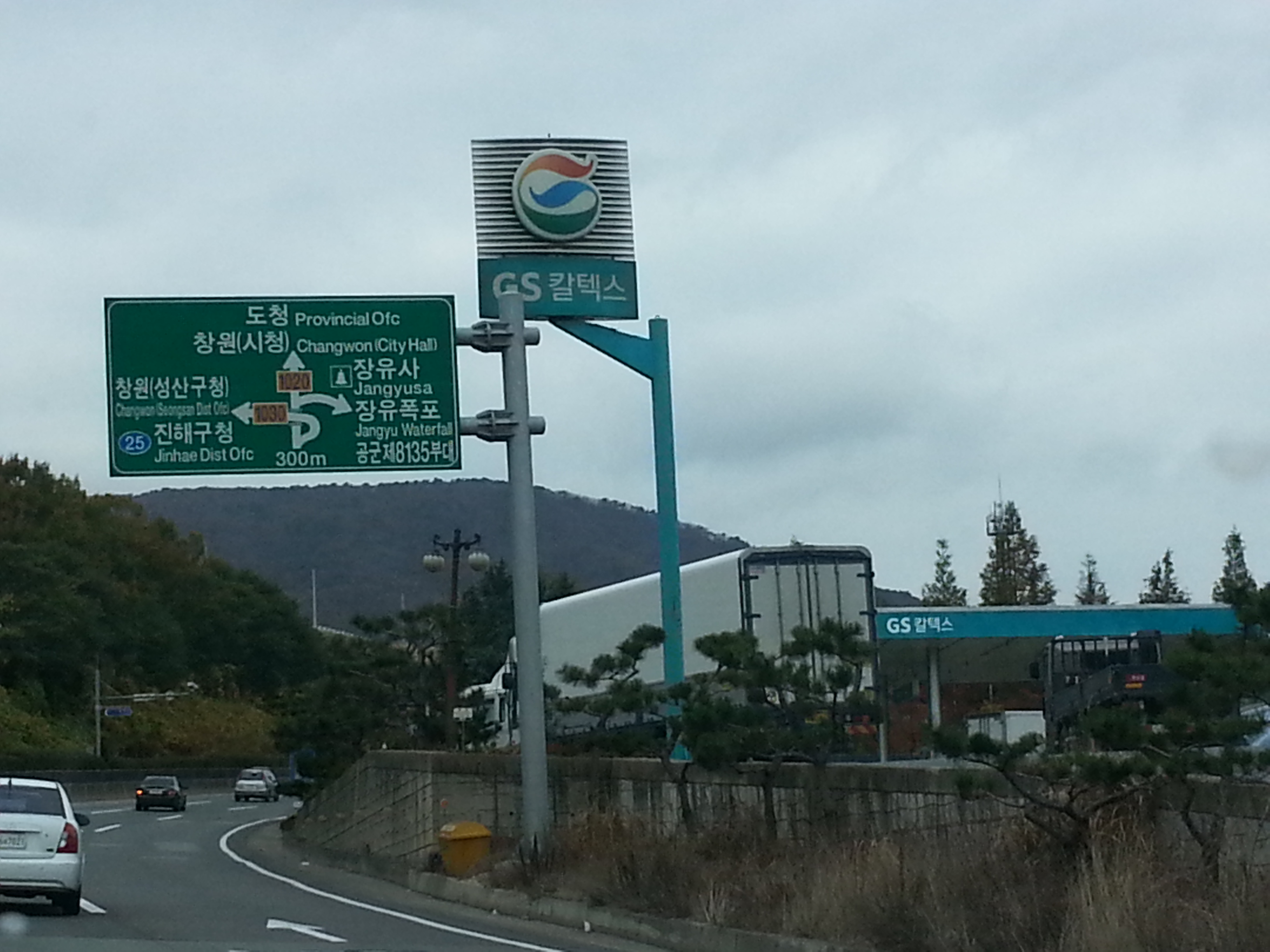
창원터널 입구의 이정표
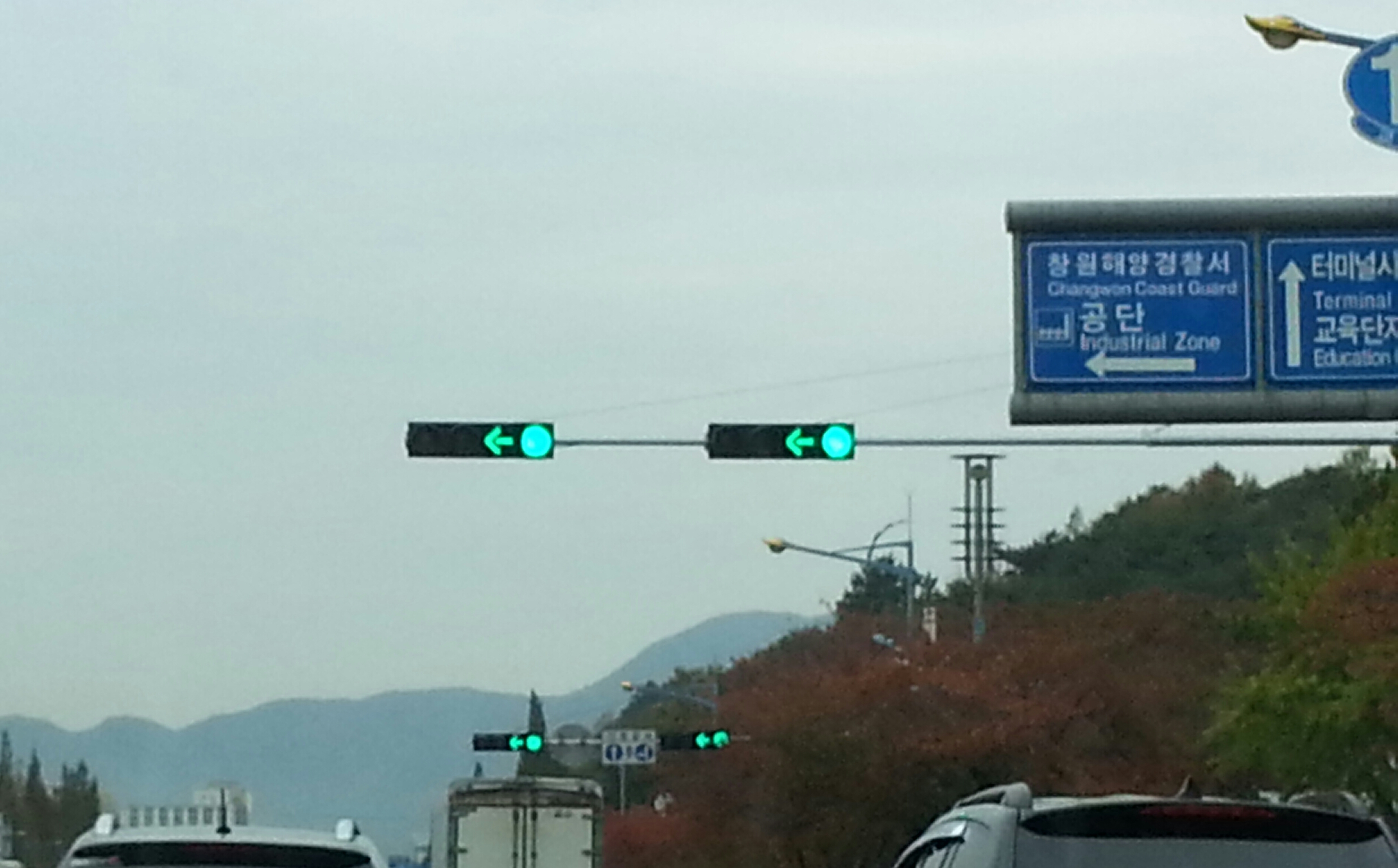
창원대로에 설치된 이정표
호남선 개태사역 이정표

## 같이 보기
- 지계표
- 나가는 곳 번호
- 이치리즈카
- 도로원표